# Arthur Kennedy
John Arthur Kennedy (Worcester (Massachusetts), 17 februari 1914 – Branford, 5 januari 1990) was een Amerikaans toneel- en filmacteur, die vooral bekend is geworden van zijn optredens in westerns. Hij werd in zijn carrière vijf keer genomineerd voor een Academy Award.

## Biografie

### Jonge jaren
Kennedy werd geboren als zoon van Helen en J.T. Kennedy. Zijn vader was een dokter. Kennedy studeerde af aan de Worcester Academy en Carnegie Mellon School of Drama.

### Carrière
Kennedy werd ontdekt als acteur door James Cagney. Zijn eerste filmrol was die van Cagneys jongere broer in City for Conquest (1940). Kennedy speelde zowel protagonisten als antagonisten. Bovendien kwam hij bekend te staan voor complexe rollen.
Van begin jaren 40 tot midden jaren 60 trad Kennedy op in een groot aantal films, waaronder High Sierra, They Died with Their Boots On en Desperate Journey (alle drie onder regie van Raoul Walsh), Rancho Notorious, The Glass Menagerie, Some Came Running, Lawrence of Arabia, Peyton Place, Elmer Gantry en Fantastic Voyage. De bekendste van Kennedy’s films zijn de westerns gemaakt in samenwerking met regisseur Anthony Mann en coacteur James Stewart; Bend of the River (1952) en The Man from Laramie (1955). In beide films speelde hij een sympathieke schurk.
Behalve in de filmindustrie had Kennedy ook een carrière op het toneel. Hij won onder andere een Tony Award voor zijn rol van Biff Loman in Arthur Millers Death of a Salesman (1949).

### Persoonlijk leven
Kennedy trouwde in 1938 met Mary Cheffrey. Dit huwelijk duurde tot aan haar dood in 1975. Samen kregen ze twee kinderen; Terrence Kennedy en Laurie Kennedy. Laurie werd eveneens een actrice.

## Prijzen

### Oscar-nominaties
Kennedy werd vijf maal genomineerd voor een Academy Award, maar won deze nooit. Vier van de nominaties waren voor Beste Mannelijke Bijrol. Daarmee is Kennedy samen met Claude Rains recordhouder van het vaakst verliezen van deze prijs. Daarnaast werd hij genomineerd voor Beste Acteur in Bright Victory (1951).
| Jaar | Prijs                   | Film              |
| ---- | ----------------------- | ----------------- |
| 1949 | Beste mannelijke bijrol | Champion          |
| 1951 | Beste acteur            | Bright Victory    |
| 1955 | Beste mannelijke bijrol | Trial             |
| 1957 | Beste mannelijke bijrol | Peyton Place      |
| 1958 | Beste mannelijke bijrol | Some Came Running |

### Eerbetoon
Op zijn voormalige school, Carnegie Mellon, is een prijs vernoemd naar Kennedy. Deze wordt jaarlijks uitgereikt aan een acteur op deze school.